# Thibaudylla danieleae
Thibaudylla danieleae är en urinsektsart som först beskrevs av Louis Deharveng och Najt in Tillier 1988.  Thibaudylla danieleae ingår i släktet Thibaudylla och familjen Hypogastruridae. Inga underarter finns listade i Catalogue of Life.